# Lido Vieri
Lido Vieri (16. červenec 1939, Piombino, Italské království) je bývalý italský fotbalový brankář a trenér.
Fotbalovou kariéru začal v mládežnických kategoriích v Turíně. První sezonu mezi dospělými zažil v sezoně 1957/58 ve Vigevanu, kde byl v 18 letech poslán na hostování. Po ročním hostování se vrátil k býkom a zůstal u nich dlouhých 11 let. Za tuhle dobu s nimi získal jen Italský pohár (1967/68) a v sezoně 1962/63 byl vyhlášen nejlepším brankařem v lize. Za býky odchytal celkem 353 utkání a obdržel v nich 368 branek. V létě 1969 byl prodán do Interu, kde slavil v sezoně 1970/71 jediný svůj titul v lize. Ve stejné sezoně udržel 685 minut bez inkasované branky, čímž vytvořil rekord klubu Nerazzurri (později ho překonal Ivano Bordon). [4] Za Nerazzurri hrál sedm sezon a nastoupil celkem do 200 utkání v nichž dostal 166 branek. V roce 1976 již odešel, protože jeho následovník Ivano Bordon, již zastával post jedničky. Odešel do třetiligové Pistoiese a v první sezoně ji pomohl k postupu do druhé ligy. V roce 1980 ve věku 41 let ukončil kariéru.
S italskou reprezentací odchytal 4 zápasy a byl u zlatého ME 1968, byť do bojů na šampionátu nezasáhl. Zúčastnil se i MS 1970, kde vybojovali 2. místo, ale ani zde nenastoupil.
Po fotbalové kariéře se stal trenérem, ale velkých úspěchů nezaznamenal. A tak se soustředil na trenéřinu brankařů. Působil v Turíně i ve Fiorentině.

## Hráčská statistika
| Sezóna  | Klub      | Liga    | Liga   | Liga       | Ligové poháry | Ligové poháry | Ligové poháry | Kontinentální poháry | Kontinentální poháry | Kontinentální poháry | Celkem | Celkem |
| Sezóna  | Klub      | Soutěž  | Zápasy | Obdr. Góly | Soutěž        | Zápasy        | Góly          | Soutěž               | Zápasy               | Góly                 | Zápasy | Góly   |
| ------- | --------- | ------- | ------ | ---------- | ------------- | ------------- | ------------- | -------------------- | -------------------- | -------------------- | ------ | ------ |
| 1957/58 | Vigevano  | Serie C | 31     | -33        | -             | 0             | -0            | -                    | 0                    | -0                   | 31     | -33    |
| 1958/59 | Turín     | Serie A | 20     | -39        | IP+IP         | 6+3           | -6+ -7        | -                    | 0                    | 0                    | 29     | -52    |
| 1959/60 | Turín     | Serie B | 6      | -4         | IP            | 2             | -5            | -                    | 0                    | -0                   | 8      | -9     |
| 1960/61 | Turín     | Serie A | 24     | -25        | IP            | 2             | -2            | -                    | 0                    | -0                   | 26     | -27    |
| 1961/62 | Turín     | Serie A | 13     | -17        | IP            | 1             | -2            | -                    | 0                    | -0                   | 14     | -19    |
| 1962/63 | Turín     | Serie A | 34     | -38        | IP            | 5             | -7            | Stř.P                | 3                    | -7                   | 42     | -52    |
| 1963/64 | Turín     | Serie A | 25     | -28        | IP            | 5             | -3            | -                    | 0                    | 0                    | 30     | -31    |
| 1964/65 | Turín     | Serie A | 32     | -25        | IP            | 2             | -1            | PVP                  | 9                    | -10                  | 43     | -36    |
| 1965/66 | Turín     | Serie A | 34     | -34        | IP            | 1             | -0            | Vel.P                | 2                    | -2                   | 37     | -36    |
| 1966/67 | Turín     | Serie A | 33     | -26        | IP            | 2             | -1            | -                    | 0                    | -0                   | 35     | -27    |
| 1967/68 | Turín     | Serie A | 30     | -30        | IP            | 10            | -2            | -                    | 0                    | -0                   | 40     | -32    |
| 1968/69 | Turín     | Serie A | 24     | -21        | IP            | 7             | -9            | PVP                  | 4                    | -3                   | 35     | -33    |
| 1969/70 | Inter     | Serie A | 29     | -19        | IP            | 6             | -4            | Vel.P                | 9                    | -6                   | 44     | -29    |
| 1970/71 | Inter     | Serie A | 24     | -18        | IP            | 3             | -3            | Vel.P                | 2                    | -2                   | 29     | -23    |
| 1971/72 | Inter     | Serie A | 16     | -15        | IP            | 6             | -5            | PMEZ                 | 4                    | -2                   | 26     | -22    |
| 1972/73 | Inter     | Serie A | 24     | -16        | IP            | 8             | -7            | UEFA                 | 5                    | -3                   | 37     | -26    |
| 1973/74 | Inter     | Serie A | 19     | -19        | IP            | 4             | -3            | UEFA                 | 2                    | -2                   | 37     | -26    |
| 1974/75 | Inter     | Serie A | 7      | -3         | IP            | 6             | -9            | UEFA                 | 1                    | -0                   | 14     | -12    |
| 1975/76 | Inter     | Serie A | 21     | -19        | IP            | 3             | -0            | -                    | 0                    | -0                   | 24     | -19    |
| 1976/77 | Pistoiese | Serie C | 35     | -?         | -             | 0             | -0            | -                    | 0                    | -0                   | 35     | -?     |
| 1977/78 | Pistoiese | Serie B | 28     | -32        | IP            | 1             | -2            | -                    | 0                    | -0                   | 29     | -34    |
| 1978/79 | Pistoiese | Serie B | 0      | -0         | IP            | 0             | -0            | -                    | 0                    | -0                   | 0      | -0     |
| 1979/80 | Pistoiese | Serie B | 0      | -0         | IP            | 0             | -0            | -                    | 0                    | -0                   | 0      | -0     |
| Celkově | Celkově   | Celkově | 509    | -461+      | -             | 82            | -85           | -                    | 41                   | -37                  | 632    | -583+  |

## Úspěchy

### Klubové
- 1× vítěz italské ligy (1970/71)
- 1× vítěz italského poháru (1967/68)

### Reprezentační
- 1× na MS (1970 - stříbro)
- 1× na ME (1968 - zlato)